# Minixi mexicanum
Minixi mexicanum är en stekelart som först beskrevs av Henri Saussure 1857.  Minixi mexicanum ingår i släktet Minixi och familjen Eumenidae. Inga underarter finns listade i Catalogue of Life.